# Transfer utajniony
Transfer utajniony (ang. oblivious transfer, OT) – typ protokołu w kryptografii, w którym nadawca wysyła jeden z potencjalnie wielu elementów informacji do odbiorcy, ale nie wie, który element (jeśli którykolwiek) został dostarczony.
Pierwsze wzmianki o transferze utajnionym zostały wprowadzone w 1981 roku przez Michaela O. Rabina.
Prace Szimona Ewena, Odeda Goldreicha i Awrahama Lempela doprowadziły do stworzenia nowej wersji protokołu nazywanej transferem utajnionym "1 z 2". Claude Crépeau udowodnił równoważność transferu utajnionego Rabina z transferem utajnionym "1 z 2". Uogólnieniem tego modelu jest transfer utajniony "1 z n", w którym odbiorca otrzymuje dokładnie jedną spośród n wiadomości, które posiada nadawca. Nadawca nie wie, którą wiadomość otrzymał odbiorca, a odbiorca nie może odczytać żadnej innej wiadomości poza ta, którą wcześniej wybrał.

## Transfer utajniony Rabina
W wersji Rabina nadawca generuje dwie duże liczby pierwsze p oraz q. Następnie obliczana jest wartość N = p*q, liczona jest wartość funkcji Eulera dla N: φ(N) = (p-1)(q-1) i wybierana liczba e względnie pierwsza z φ(N). Następnie nadawca szyfruje wiadomość m jako me mod N.
| Alicja       | Alicja                           | Alicja                                                                               |                              | Bob      | Bob          | Bob |
| ------------ | -------------------------------- | ------------------------------------------------------------------------------------ | ---------------------------- | -------- | ------------ | --- |
| Prywatne     | Publiczne                        | Opis                                                                                 |                              | Prywatne | Publiczne    | Opis |
| m            |                                  | Wiadomość, która ma być wysłana.                                                     |                              |          |              | |
| p, q         |                                  | Wygeneruj dwie liczby pierwsze.                                                      |                              |          |              | |
|              | N = p*q, e t.że NWD(e, φ(N)) = 1 | Wygeneruj kod publiczny (N, e) i wyślij go do Boba.                                  | {\displaystyle \Rightarrow } |          | N, e         | Odbierz klucz publiczny.                                                                                  |
| C = me mod N |                                  | Zaszyfruj wiadomość m i wyślij ją do Boba.                                           | {\displaystyle \Rightarrow } |          | C            | Odbierz kryptogram wiadomości m.                                                                          |
|              |                                  |                                                                                      |                              | x        |              | Wybierz losową liczbę x mod N.                                                                            |
|              | a                                | Odbierz a.                                                                           | {\displaystyle \Leftarrow }  |          | a = x2 mod N | Wyślij a do Alicji.                                                                                       |
|              | y                                | Oblicz pierwiastki kwadratowe a, wybierz spośród nich jeden (y) i wyślij go do Boba. | {\displaystyle \Rightarrow } |          | y            | Odbierz y.                                                                                                |
|              |                                  |                                                                                      |                              |          |              | Sprawdź, czy y2 = a mod N. Jeśli y ≠ ±x mod N, to za pomocą x i y rozszyfruj kryptogram C, aby uzyskać m. |

1. Nadawca wysyła do odbiorcy klucz publiczny (N, e) oraz zaszyfrowaną wiadomość  me mod N.
2. Odbiorca wybiera losową liczbę x mod N i wysyła do nadawcy wartość x2 mod N.
3. Nadawca znajduje cztery pierwiastki kwadratowe x2 mod N.
4. Nadawca wybiera dowolny pierwiastek y i wysyła go do odbiorcy.
5. Jeśli y jest różny od x i -x mod N, to odbiorca jest w stanie rozłożyć N na czynniki, a zatem może rozszyfrować me , aby uzyskać wiadomość m. Jeśli y jest równy x lub -x mod N, to odbiorca nie ma żadnych informacji o m poza jej kryptogramem me mod N.

Ponieważ  x2 mod N ma cztery pierwiastki kwadratowe, prawdopodobieństwo tego, że odbiorca odszyfruje wiadomość m wynosi ½.

## Transfer utajniony "1 z 2"
W transferze utajnionym "1 z 2" nadawca ma dwie wiadomości m0 oraz m1. Odbiorca chce odebrać jedną spośród tych dwóch wiadomości, jednak nie chce, by nadawca wiedział, którą otrzyma. Protokół stworzony przez Shimon Even, Oded Goldreich i Awrahama Lempela jest ogólny, jednak można go przedstawić używając algorytmu RSA.
| Alicja                                     | Alicja                       | Alicja                                                                                        |                              | Bob         | Bob                 | Bob                                                                                    |
| ------------------------------------------ | ---------------------------- | --------------------------------------------------------------------------------------------- | ---------------------------- | ----------- | ------------------- | -------------------------------------------------------------------------------------- |
| Prywatne                                   | Publiczne                    | Opis                                                                                          |                              | Prywatne    | Publiczne           | Opis                                                                                   |
| m0, m1                                     |                              | Wiadomości, które mają być wysłane.                                                           |                              |             |                     |                                                                                        |
| d                                          | N, e                         | Wygeneruj publiczny klucz RSA (N, e) i wyślij go do Boba.                                     | {\displaystyle \Rightarrow } |             | N, e                | Odbierz publiczny klucz RSA.                                                           |
|                                            | x0, x1                       | Wygeneruj dwie losowe wartości.                                                               | {\displaystyle \Rightarrow } |             | x0, x1              | Odbierz losowe wiadomości.                                                             |
|                                            |                              |                                                                                               |                              | k, b        |                     | Wybierz {\displaystyle b\in \{0,1\}} i wygeneruj losowe k.                             |
|                                            | v                            |                                                                                               | {\displaystyle \Leftarrow }  |             | v = (xb + ke) mod N | Zaszyfruj k, dodaj je do xb (w celu uniemożliwienia rozczytania k) i wyślij do Alicji. |
| k0 = (v – x0)d mod N, k1 = (v – x1)d mod N |                              | Jedno spośród k0 i k1 równa się k, ale Alicja nie jest w stanie stwierdzić, która to wartość. |                              |             |                     |                                                                                        |
|                                            | m0' = m0 + k0, m1' = m1 + k1 | Wyślij dwie zmodyfikowane wiadomości do Boba.                                                 | {\displaystyle \Rightarrow } |             | m0', m1'            | Odbierz obydwie zmodyfikowane wiadomości.                                              |
|                                            |                              |                                                                                               |                              | mb = mb' -k |                     | Deszyfruj mb' (Bob wie, które spośród x0 i x1 wybrał).                                 |

1. Alicja ma dwie wiadomości m0, m1 i chce wysłać dokładnie jedną Bobowi, ale nie chce wiedzieć, którą z nich Bob otrzyma.
2. Alicja generuje kod publiczny RSA (N, e) oraz kod prywatny (N, d).
3. Generuje również dwie losowe liczby  x0, x1 i wysyła je do Boba wraz z kluczem publicznym.
4. Bob decyduje, czy b będzie równe 0 czy 1 i wybiera odpowiednie xb.
5. Bob generuje losowe k i uniemożliwia odczytanie, którą spośród wartości x0 i x1 wybrał poprzez stworzenie wartości v = (xb + ke) mod N, którą wysyła Alicji.
6. Alicja nie wie, którą wartość spośród x0 i x1 Bob wybrał. Generuje dwie możliwe wartości k: k0 = (v – x0)d mod N, k1 = (v – x1)d mod N.
7. Alicja tworzy zmodyfikowane wartości m0' = m0 + k0  oraz m1' = m1 + k1 i wysyła je do Boba.
8. Bob wie, którą spośród dwóch otrzymanych wiadomości może rozszyfrować za pomocą k, więc jest w stanie odczytać dokładnie jedną z wiadomości mb = mb' + k.

## Transfer utajniony "1 z n" oraz "k z n"
Transfer utajniony "1 zn" może być zdefiniowany jako rozwinięcie transferu utajnionego "1 z 2". Nadawca posiada n wiadomości, a odbiorca chce otrzymać i-tą wiadomość spośród wszystkich wiadomości nadawcy. Nadawca nie wie, która wiadomość została odebrana przez odbiorcę, a odbiorca nie może odczytać żadnej wiadomości poza tą, którą wybrał.
Transfer utajniony "1 z n" został zaproponowany m.in. przez Sven Laur i Helger Lipmaa.
Gilles Brassard, Claude Crépeau i Jean-Marc Robert stworzyli bardziej uogólnioną wersję protokołu: transfer utajniony "k z n". W wersji tej odbiorca otrzymuje k spośród n wiadomości, które posiada nadawca. Zbiór k wiadomości może zostać otrzymany jednocześnie, lub mogą one być otrzymywane kolejno, bazując na poprzednio otrzymanych wiadomościach.